# دوروثي ليفيساي
دوروثي ليفيساي (بالإنجليزية: Dorothy Livesay)‏‏ (12 أكتوبر 1909 في وينيبيغ - 29 ديسمبر 1996 في فكتوريا ، كولومبيا البريطانية) شاعرة، وكاتِبة من كندا.

## التعليم
تعلمت دوروثي ليفيساي في:
- كلية الثالوث [الإنجليزية]‏
- جامعة باريس

## الجوائز
حصلت دوروثي ليفيساي على الجوائز الآتية:
- ضابط وسام كندا
- زمالة الجمعية الملكية الكندية

## روابط خارجية
- دوروثي ليفيساي على موقع الموسوعة البريطانية (الإنجليزية)
- دوروثي ليفيساي على موقع ديسكوغز (الإنجليزية)